# 川崎河岸駅
川崎河岸駅（かわさきがしえき）は、かつて神奈川県川崎市幸区にあった日本国有鉄道の貨物駅である。矢向駅を起点とする1.7kmの南武線の貨物支線の終点であった。

## 歴史
1927年3月9日に南武鉄道が開通するに当たり、川崎市に設置された2つのターミナルの一方がこの駅である。即ち、川崎駅が旅客ターミナル、川崎河岸駅が貨物ターミナルである。川崎河岸駅は多摩川の畔にあり、鉄道と水運の結束点となっていた。本来はこのようにターミナルを分けず、貨物駅も川崎駅に隣接していた方が便利だったはずだが、南武鉄道は川崎駅から多摩川に至る土地を確保出来なかった。
当駅では主に砂利を取り扱っていた。この砂利は多摩川上流域の河床から採掘された物で、鉄道で輸送され、ここで艀に移し替えられ、東京湾岸の需要者へと運び出された。そのため川崎河岸駅には船溜が設置され、漏斗を使って砂利を艀に落とせるようになっていた。しかし他業者がより上流で盛んに採掘した結果、上流からの砂利の供給が不十分となって、1934年には当局による砂利採掘制限が始まり、上流の青梅電気鉄道沿線での採掘に中心が移って行き、南武鉄道としての砂利採取事業の重要性は低下していった。
この他、東京製綱川崎工場が近くにあり、東京製綱もこの駅を使用していた。また、第二次世界大戦中には軍需もあった。
1969年の東京製綱川崎工場閉鎖と、東京湾岸地域の鉄道・道路網整備による需要減少により1972年5月25日に廃止された。一部の史料では駅廃止を1970年としていることから、駅自体は既に休止状態であった可能性がある。

## 現状

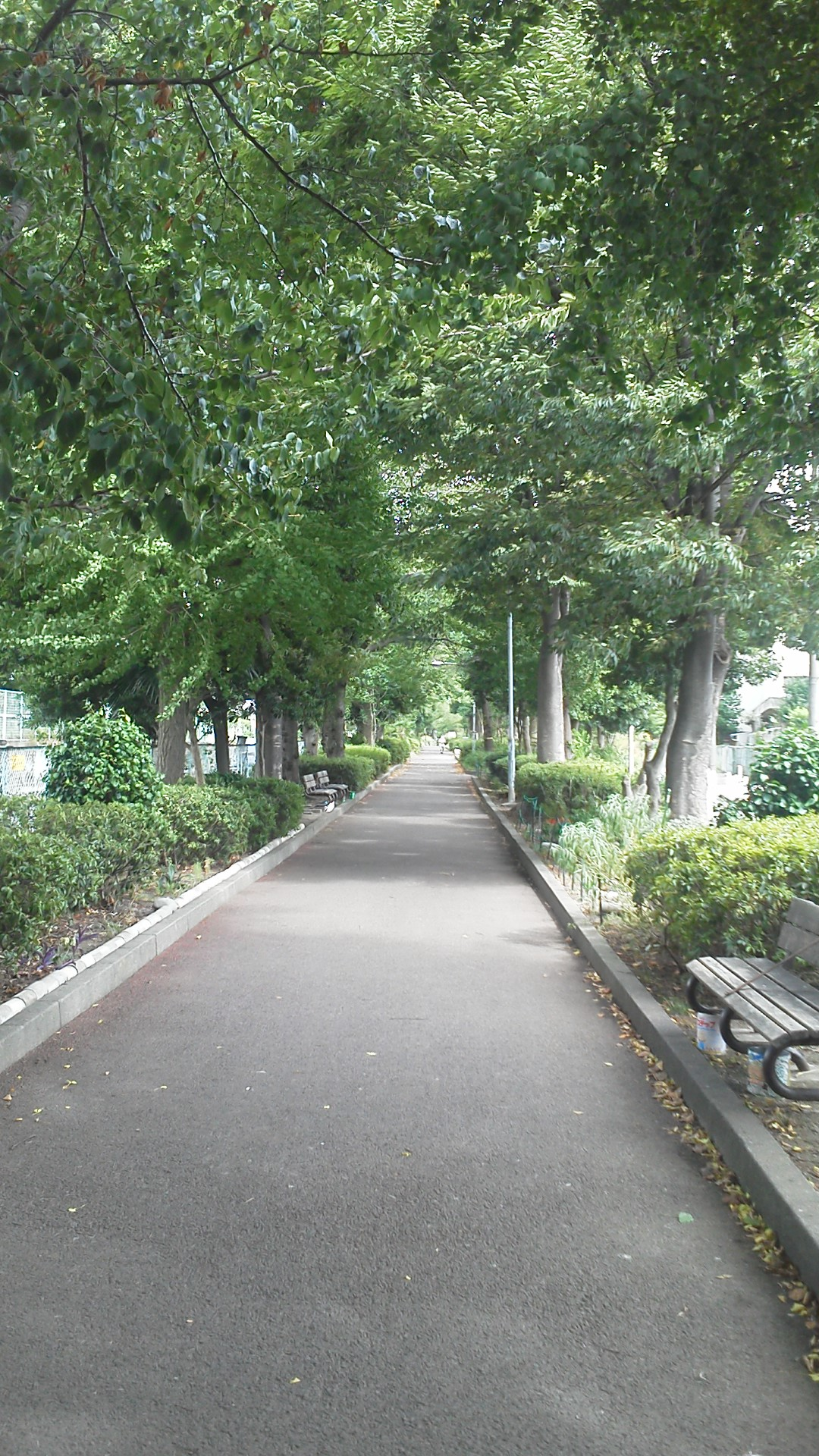
さいわい緑道

現在、駅と貨物支線の敷地は1976年の整備以来、さいわい緑道となっている。